# Вильденов, Карл Людвиг
Карл Людвиг Вильденов (нем. Carl (Karl) Ludwig Willdenow; 1765—1812) — немецкий ботаник.
Считается одним из выдающихся систематиков своего времени.
Положил основу флористическому, экологическому и историческому направлениям в географии растений.
Критически оценивал идею перманентности материков и океанов.
Различал одиночно и «общественно» обитающие растения, предварив представления А. Гумбольдта о физиономических группировках растений.

## Научный путь
Изучал ботанику и медицину в Университете Галле. В 1789 году получил звание доктора медицины, работал аптекарем в Берлине.
С 1799 года был профессором естественной истории при медицинском хирургическом коллегиуме (лат. Collegium medico-chirurgicum) в Берлине.
C 1801 года (и до самой своей кончины) — директор Берлинского ботанического сада, где изучал южноамериканские растения, привезённые экспедицией Гумбольдта. Гербарий Вильденова, насчитывающий более 20 000 образцов, ныне хранится в Берлине.
Профессор Берлинского университета со дня его реорганизации (1810).

## Названы в честь Вильденова
В 1805 году Карл Петер Тунберг в знак признания заслуг Вильденова в области ботаники назвал его именем род растений Вильденовия (Willdenowia Thunb.) семейства Рестиевые (Restionaceae).
С 1953 года в Берлине издаётся журнал ботанической систематики Willdenowia.

## Печатные работы
- Willdenow C. L. Florae Berolinensis prodromus, 1787 (лат.)
- Willdenow C. L. Grundriß der Kräuterkunde zu vorlesungen, entworfen von D. Carl Ludwig Willdenow. — Berlin, 1792 (нем.)
- Willdenow C. L. Linnaei species plantarum, 6 Bde., 1798—1826 (лат.)
- Willdenow C. L. Geraniologia, 1800 (лат.)
- Willdenow C. L. Anleitung zum Selbststudium der Botanik, 1804 (нем.)
- Willdenow C. L. Caricologia, 1805 (лат.)
- Willdenow C. L. Enumeratio plantarum horti regii botanici Berolinensis, 1809 (лат.)
- Willdenow C. L. Berlinische Baumzucht, 1811 (нем.)
- Willdenow C. L. Hortus Berolinensis, 1816 (лат.)